# 1807

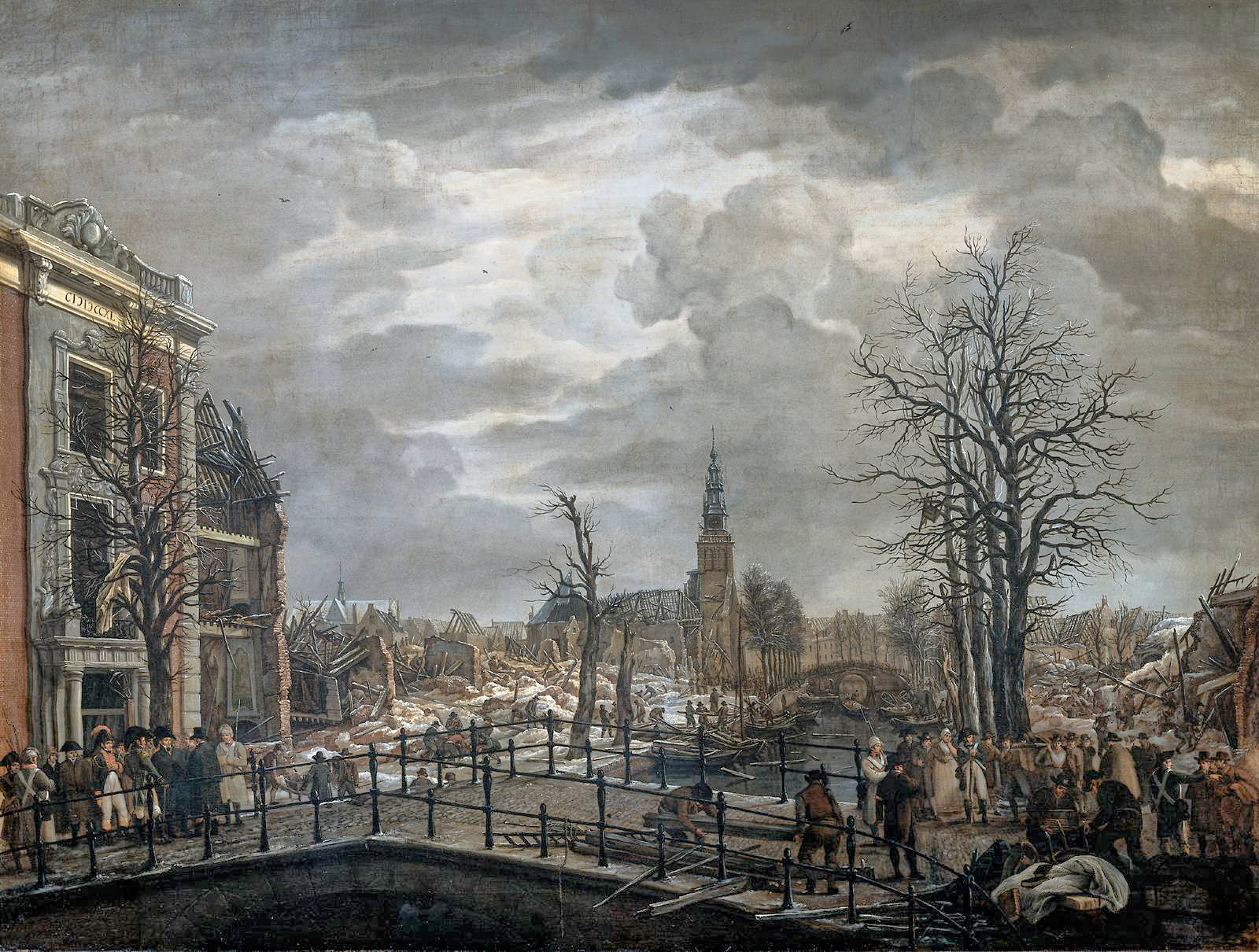
Gevolgen van de Leidse buskruitramp

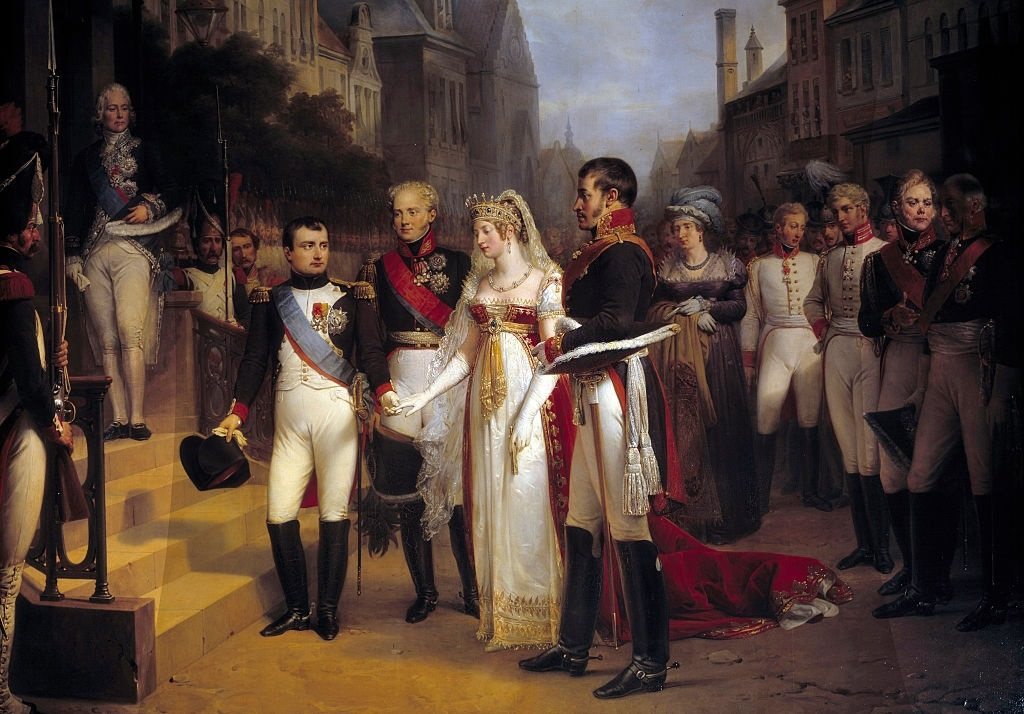
Verdrag van Tilsit tussen Frankrijk en Rusland

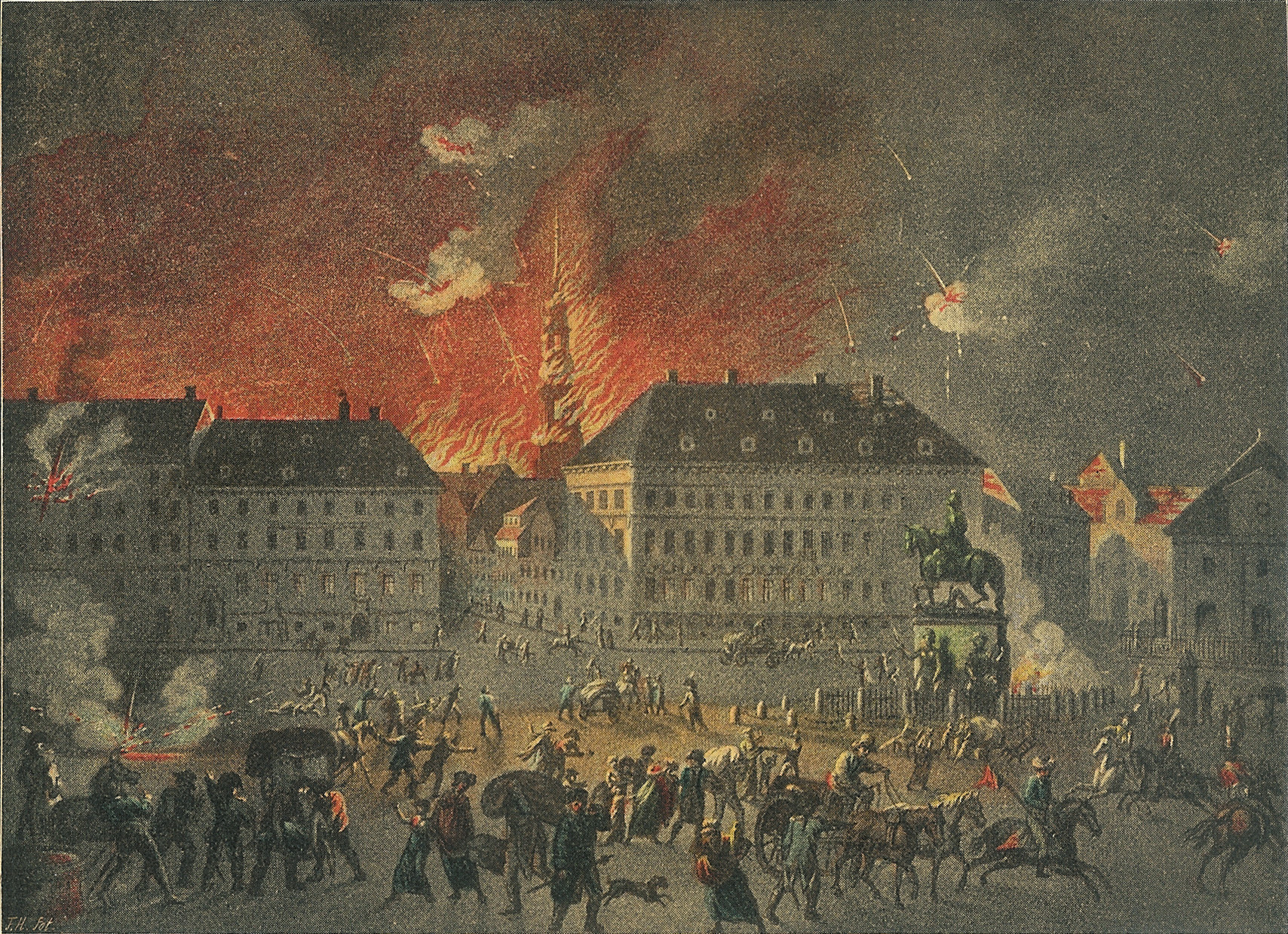
Bombardement van Kopenhagen

Het jaar 1807 is het 7e jaar in de 19e eeuw volgens de christelijke jaartelling.

## Gebeurtenissen
januari
- 1 - In de Nederduits Gereformeerde Kerk wordt de liedbundel met Evangelische Gezangen in gebruik genomen als aanvulling op de psalmberijming van Dateen.
- 12 - Leidse buskruitramp: Nabij het Rapenburg vliegt op Koppermaandag een kruitschip met 37 ton buskruit de lucht in. Er vallen 151 doden en ruim 2.000 gewonden. Circa 220 huizen worden verwoest of onbewoonbaar verklaard. De ontploffing is tot in de stad Den Haag te horen. Koning Lodewijk Napoleon bezoekt na vijf uur de plaats van de ramp en stelt duizenden soldaten aan om Leiden weer op te bouwen.[1]
- Een Engelse vloot onder admiraal Duckworth vaart de Bosporus op. De machtige Britse linieschepen liggen dreigend voor het Topkapipaleis voor anker en de Britten eisen dat Turkije de vriendschap met Frankrijk op zal zeggen en de Franse ambassadeur Horace Sébastiani tot persona non grata zal verklaren. Terwijl de regering en de Britten onderhandelen, brengen Sébastiani en Turkse militairen honderden kanonnen en manschappen bijeen. Zij verjagen daarmee de Britse vloot, die twee schepen en 500 man verliest.

februari
- 7 - De Slag bij Eylau tussen de Russische en Franse legers.

maart
- 2 - De Amerikaanse president Thomas Jefferson ondertekent de Act Prohibiting Importation of Slaves, waarmee een verbod wordt ingesteld op het invoeren van slaven in de Verenigde Staten. Binnenlandse slavenhandel blijft echter ongemoeid.
- 29 - De sterrenkundige Heinrich Wilhelm Olbers ontdekt een van de grote planetoïden: Vesta (diameter 390 kilometer).

april
- 13 - De Wet op het bestuur van de departementen verdeelt het Koninkrijk Holland in tien departementen, die elk zullen worden bestuurd door een Landdrost met zes assessoren.
- 18 - Te Warschau treden tot de Rijnbond toe de hertog van Anhalt-Bernburg en vorsten van Anhalt-Dessau en Anhalt-Köthen onder aanname van de hertogelijke titel.
- 18 - Te Warschau treden tot de Rijnbond toe de vorst van Lippe en de graaf van Schaumburg-Lippe, de laatste onder de aanname van de titel vorst.
- 18 - Te Warschau treedt tot de Rijnbond toe de vorst van Waldeck.
- 18 - Te Warschau treden tot de Rijnbond toe de vorsten van Reuss-Ebersdorf, Reuss-Greiz, Reuss-Lobenstein en Reuss-Schleiz.
- 18 - Te Warschau treden tot de Rijnbond toe de vorsten van Schwarzburg-Rudolstadt en Schwarzburg-Sondershausen.

mei
- 25 - Paus Pius VII verklaart Coletta Boillet heilig.
- 29 - De Janitsaren komen in opstand tegen de hervormingen van sultan Selim III. Deze probeert door het terugdraaien van besluiten zijn troon te redden, maar moet toch na een paar dagen aftreden.

juni
- 14 - In de Slag bij Friedland verslaat een Frans leger onder Napoleon Bonaparte een Russische troepenmacht onder Levin August von Bennigsen. De Russen moeten zich over de Łyna in veiligheid brengen, waarbij vele mannen verdrinken.

juli
- 7 - Vrede van Tilsit tussen Frankrijk en Rusland. Rusland staat de heerlijkheid Jever af aan het koninkrijk Holland en erkent het koninkrijk Westfalen.
- 9 - Vrede van Tilsit tussen Frankrijk en Pruisen. Pruisen staat alle gebieden ten westen van de Elbe af aan Frankrijk. Pruisen erkent het koninkrijk Westfalen. Pruisen staat Cottbus af aan het koninkrijk Saksen.
- 22 - Het koninkrijk Saksen staat af aan het koninkrijk Westfalen het ambt Gommern, het graafschap Barby, het ambt Sangerhausen en een deel van het graafschap Mansfeld.

augustus
- 17 - Met de raderstoomboot Clermont vertrekt ingenieur Robert Fulton uit New York naar Albany, waar hij twee dagen later aankomt. Na deze geslaagde tocht besluiten Fulton en zijn zakenpartner Robert Livingstone het schip commercieel te gaan exploiteren.
- 18 - Napoleon sticht bij decreet het koninkrijk Westfalen.

september
- Op 2, 3 en 4 september wordt de Deense hoofdstad Kopenhagen beschoten door de Engelse artillerie. Bij dit bombardement vallen 1.788 doden en een duizendtal zwaargewonden.
- 18 - Het Franse Tribunaat komt voor het laatst bijeen.
- 30 - De Bataafse kanonneergalei Noodweer vergaat tijdens een zware storm met 35 opvarenden op de Waddenzee voor de kust van het Bildt.

november
- 11 - Verdrag van Fontainebleau tussen Frankrijk en het koninkrijk Holland. Holland staat Vlissingen af aan Frankrijk. Holland krijgt Oost-Friesland en de heerlijkheid Jever. Zevenaar, Huissen en Malburgen komen van het groothertogdom Berg aan Holland. De soevereiniteit over de aan de familie Bentinck behorende heerlijkheden Kniphausen en Varel komt aan Holland.
- 15 - Grondwet voor het koninkrijk Westfalen.
- 29 - Napoleons leger trekt Lissabon binnen. Het Portugese koninklijke huis vestigt zich in Brazilië. Dit is een keerpunt in de geschiedenis van dit land.

december
- 5 - Begin van de Engelse Aanval op Gresik, waarbij de laatste twee linieschepen van het koninkrijk Holland op Java verloren gaan.

zonder datum
- In Karlovy Vary (Duits: Karlsbad) wordt Becherovka, een beroemd likeurtje, uitgevonden. Het zal waarschijnlijk opgaan in het Duitse Unterberg zodra deze Tsjechische likeur wordt geprivatiseerd.
- Humphry Davy zondert door elektrolyse de elementen kalium en natrium af. Later vindt hij de davylamp voor mijnwerkers en de booglamp uit.
- De bezittingen van het Huis Oranje-Nassau binnen de landen van de Rijnbond worden geconfisqueerd.

## Muziek
- Carl Maria von Weber componeert zijn Symfonie nr 1 in C groot en zijn Symfonie nr 2 in C groot
- Bernhard Henrik Crusell componeert Concert No. 3 in Bes voor klarinet en orkest, opus 11

## Bouwkunst

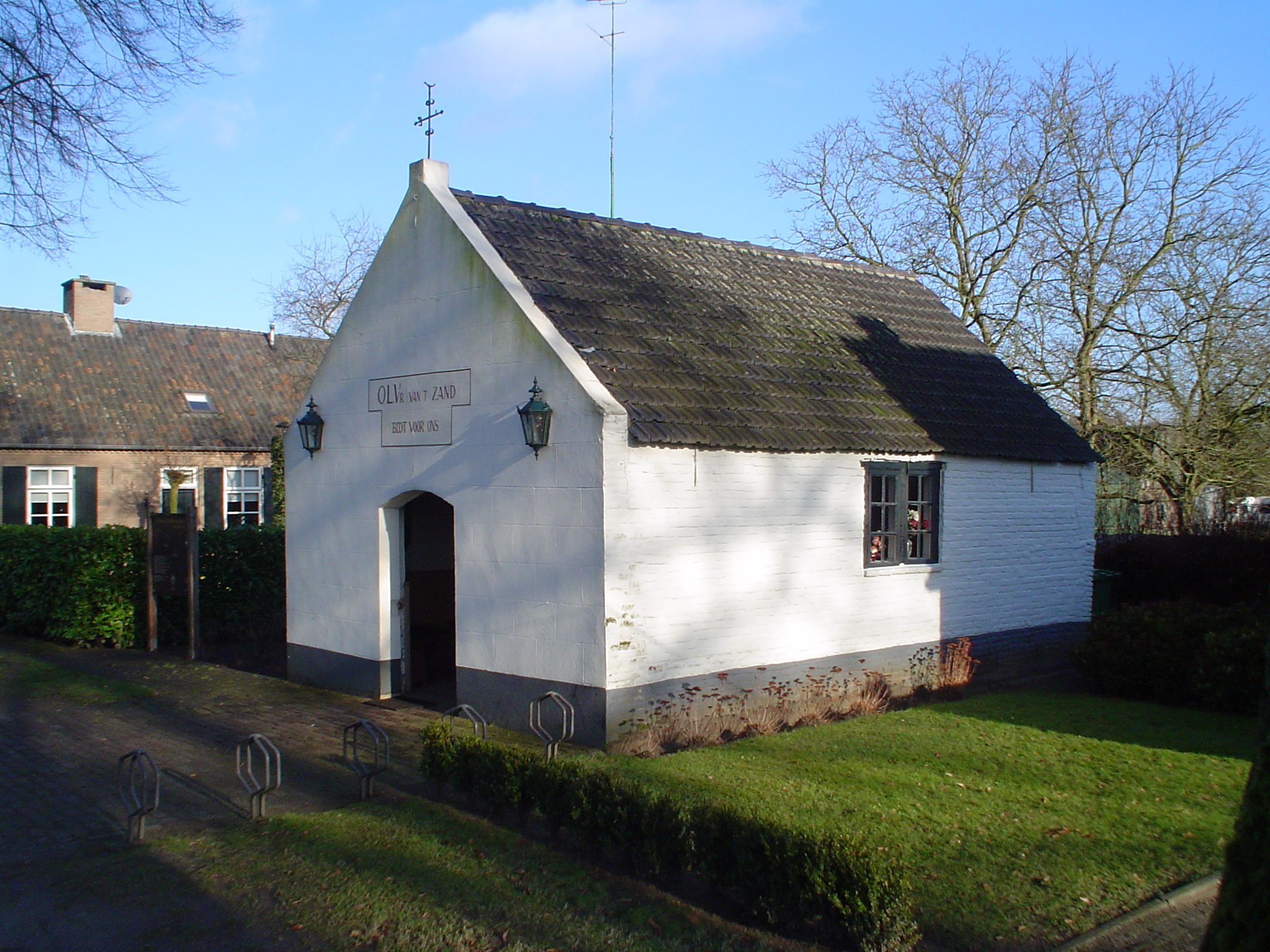
Kapel OLV van 't Zand, Zandoerle (1807)

## Geboren
januari
- 19 - Robert E. Lee, Amerikaans generaal van de Geconfedereerden (overleden 1870)

februari
- 3 - Koosje Naret Koning, Nederlands toneelspeelster (overleden 1847)
- 21 - Christoffel Meyer Nap, Nederlands advocaat en politicus (overleden 1886)

april
- 8 - Ann Pouder, Brits-Amerikaans supereeuwelinge (overleden 1917)

juli
- 4 - Giuseppe Garibaldi, Italiaans vrijheidsstrijder (overleden 1882)
- 4 - Mariano Guadalupe Vallejo, Mexicaans-Amerikaans militair en politicus (overleden 1890)

september
- 6 - Abd al-Kader, Algerijns vrijheidsstrijder (overleden 1883)
- 6 - Margaretha Maria Snouck van Loosen, Nederland filantrope (overleden 1885)
- 7 - Henry Sewell, Nieuw-Zeelands politicus (overleden 1879)
- 17 - Ignaz Lachner, Duits violist, organist, componist en dirigent (overleden 1895)
- 25 - Alfred Vail, Amerikaans uitvinder (overleden 1859)

november
- 14 - Schelto van Heemstra, Nederlands politicus (overleden 1864)

december
- 3 - David Alter, Amerikaans arts, natuurkundige en uitvinder (overleden 1881)
- 6 - Thomas van Leent, Nederlands kunstschilder (overleden 1882)
- 16 - Netje Asser, Nederlands dagboekschrijfster (overleden 1893)
- 23 - Antonius Maria Claret, Spaans bisschop en ordestichter; heilige van de Rooms-Katholieke kerk

## Overleden
april
- 10 - Anna Amalia van Brunswijk (67), Duits vorstin
- 28 - Jakob Philipp Hackert (69), Duits kunstschilder

mei
- 4 - Napoleon Karel Bonaparte (4), oudste zoon van koning Lodewijk Napoleon

juni
- 16 - Abraham Picard (35), roverhoofdman in de Zuidelijke Nederlanden

juli
- 13 - Hendrik Benedictus Stuart (82), kardinaal en hertog van York

augustus
- 3 - Johannes Stephanus Strümphler (70), Nederlands orgelbouwer
- 25 - Edward Preble (46), commodore in de United States Navy

september
- 20 - Honoré Langlé (~66), Monegaskisch componist, muziektheoreticus en muziekpedagoog